# Vòng loại Giải vô địch bóng đá thế giới 2014 – Khu vực châu Âu (Bảng I)
Dưới đây là kết quả các trận đấu trong khuôn khổ bảng I - vòng loại giải vô địch bóng đá thế giới 2014 - khu vực châu Âu. 5 đội bóng châu Âu bao gồm đương kim vô địch World Cup 2010 - Tây Ban Nha, Pháp, Belarus, Gruzia và Phần Lan, thi đấu trong hai năm 2012 và 2013, theo thể thức lượt đi-lượt về, vòng tròn tính điểm, lấy hai đội đầu bảng tham gia vòng chung kết.
Sau khi kết thúc vòng loại, Tây Ban Nha đã chính thức giành quyền tham dự World Cup 2014 và Pháp sẽ tham dự vòng đấu play-off.

## Bảng xếp hạng
| Đội             | ST | T | H | B | BT | BB | HS  | Đ  |  | Tây Ban Nha | Pháp | Phần Lan | Gruzia | Belarus |
| --------------- | -- | - | - | - | -- | -- | --- | -- |  | ----------- | ---- | -------- | ------ | ------- |
| Tây Ban Nha (Q) | 8  | 6 | 2 | 0 | 14 | 3  | +11 | 20 |  |             | 1–1  | 1–1      | 2–0    | 2–1     |
| Pháp (A)        | 8  | 5 | 2 | 1 | 15 | 6  | +9  | 17 |  | 0–1         |      | 3–0      | 3–1    | 3–1     |
| Phần Lan        | 8  | 2 | 3 | 3 | 5  | 9  | −4  | 9  |  | 0–2         | 0–1  |          | 1–1    | 1–0     |
| Gruzia          | 8  | 1 | 2 | 5 | 3  | 10 | −7  | 5  |  | 0–1         | 0–0  | 0–1      |        | 1–0     |
| Belarus         | 8  | 1 | 1 | 6 | 7  | 16 | −9  | 4  |  | 0–4         | 2–4  | 1–1      | 2–0    |         |

## Kết quả
Lịch thi đấu của bảng I đã được quyết định sau cuộc họp tại Paris, Pháp, vào ngày 23 tháng 11 năm 2011.
| Gruzia          | 1–0      | Belarus |
| --------------- | -------- | ------- |
| Okriashvili 52' | Chi tiết |         |

| Phần Lan | 0–1      | Pháp      |
| -------- | -------- | --------- |
|          | Chi tiết | Diaby 20' |

| Gruzia | 0–1      | Tây Ban Nha |
| ------ | -------- | ----------- |
|        | Chi tiết | Soldado 86' |

| Pháp                                 | 3–1      | Belarus     |
| ------------------------------------ | -------- | ----------- |
| Capoue 49' · Jallet 68' · Ribéry 80' | Chi tiết | Putsila 72' |

| Phần Lan       | 1–1      | Gruzia     |
| -------------- | -------- | ---------- |
| Hämäläinen 62' | Chi tiết | Kashia 56' |

| Belarus | 0–4      | Tây Ban Nha                    |
| ------- | -------- | ------------------------------ |
|         | Chi tiết | Alba 12' · Pedro 21', 69', 79' |

| Belarus                 | 2–0      | Gruzia |
| ----------------------- | -------- | ------ |
| Bressan 6' · Drahun 28' | Chi tiết |        |

| Tây Ban Nha | 1–1      | Pháp         |
| ----------- | -------- | ------------ |
| Ramos 25'   | Chi tiết | Giroud 90+4' |

| Tây Ban Nha | 1–1      | Phần Lan  |
| ----------- | -------- | --------- |
| Ramos 49'   | Chi tiết | Pukki 79' |

| Pháp                                     | 3–1      | Gruzia         |
| ---------------------------------------- | -------- | -------------- |
| Giroud 45+1' · Valbuena 47' · Ribéry 61' | Chi tiết | Kobakhidze 71' |

| Pháp | 0–1      | Tây Ban Nha |
| ---- | -------- | ----------- |
|      | Chi tiết | Pedro 58'   |

| Phần Lan          | 1–0    | Belarus |
| ----------------- | ------ | ------- |
| Shitov 57' (l.n.) | Report |         |

| Belarus         | 1–1      | Phần Lan  |
| --------------- | -------- | --------- |
| Verkhovtsov 85' | Chi tiết | Pukki 24' |

| Gruzia | 0–0      | Pháp |
| ------ | -------- | ---- |
|        | Chi tiết |      |

| Phần Lan | 0–2      | Tây Ban Nha            |
| -------- | -------- | ---------------------- |
|          | Chi tiết | Alba 19' · Negredo 86' |

| Gruzia | 0–1      | Phần Lan                |
| ------ | -------- | ----------------------- |
|        | Chi tiết | R. Eremenko 74' (ph.đ.) |

| Belarus                      | 2–4      | Pháp                                            |
| ---------------------------- | -------- | ----------------------------------------------- |
| Filipenko 32' · Kalachev 57' | Chi tiết | Ribéry 47' (ph.đ.), 64' · Nasri 71' · Pogba 73' |

| Tây Ban Nha            | 2–1      | Belarus        |
| ---------------------- | -------- | -------------- |
| Xavi 61' · Negredo 78' | Chi tiết | Kornilenko 89' |

| Pháp                                        | 3–0      | Phần Lan |
| ------------------------------------------- | -------- | -------- |
| Ribéry 8' · Toivio 75' (l.n.) · Benzema 87' | Chi tiết |          |

| Tây Ban Nha            | 2–0      | Gruzia |
| ---------------------- | -------- | ------ |
| Negredo 26' · Mata 61' | Chi tiết |        |

## Danh sách cầu thủ ghi bàn
5 bàn
| - Franck Ribéry |

4 bàn
| - Pedro |

3 bàn
| - Álvaro Negredo |

2 bàn
| - Teemu Pukki - Olivier Giroud | - Jordi Alba | - Sergio Ramos |

1 bàn
| - Renan Bressan - Stanislaw Drahun - Egor Filipenko - Timofei Kalachev - Anton Putsila - Dmitry Verkhovtsov - Sergei Kornilenko - Roman Eremenko | - Kasper Hämäläinen - Karim Benzema - Étienne Capoue - Abou Diaby - Christophe Jallet - Samir Nasri - Paul Pogba | - Mathieu Valbuena - Guram Kashia - Alexander Kobakhidze - Tornike Okriashvili - Juan Mata - Roberto Soldado - Xavi |

phản lưới nhà
| - Igor Shitov (trong trận gặp Phần Lan) | - Joona Toivio (trong trận gặp Pháp) |  |

## Thẻ phạt
| Pos | Cầu thủ             | Quốc gia    | Thẻ vàng | Thẻ đỏ | Treo giò                                                            | Ghi chú |
| --- | ------------------- | ----------- | -------- | ------ | ------------------------------------------------------------------- | --- |
| MF  | Alexei Eremenko     | Phần Lan    | 2        | 1      | vs Tây Ban Nha (22 tháng 3 năm 2013)                                | Đuổi khỏi sân trong trận vòng loại giải vô địch bóng đá thế giới 2014                                                                    |
| MF  | Paul Pogba          | Pháp        | 2        | 1      | vs Gruzia (6 tháng 9 năm 2013)                                      | Đuổi khỏi sân trong trận vòng loại giải vô địch bóng đá thế giới 2014                                                                    |
| MF  | Pavel Nekhaichik    | Belarus     | 2        | 1      | vs Phần Lan (11 tháng 6 năm 2013)                                   | Đuổi khỏi sân trong trận vòng loại giải vô địch bóng đá thế giới 2014                                                                    |
| DF  | Mapou Yanga-Mbiwa   | Pháp        | 2        | 0      | vs Tây Ban Nha (16 tháng 10 năm 2012)                               | Vắng mặt trong 2 trận vòng loại giải vô địch bóng đá thế giới 2014                                                                       |
| MF  | Jaba Kankava        | Gruzia      | 4        | 1      | vs Pháp (22 tháng 3 năm 2013) vs Tây Ban Nha (15 tháng 10 năm 2013) | Vắng mặt trong 2 trận vòng loại giải vô địch bóng đá thế giới 2014 Đuổi khỏi sân trong trận vòng loại giải vô địch bóng đá thế giới 2014 |
| MF  | Tornike Okriashvili | Gruzia      | 3        | 0      | vs Pháp (22 tháng 3 năm 2013)                                       | Vắng mặt trong 2 trận vòng loại giải vô địch bóng đá thế giới 2014                                                                       |
| FW  | David Silva         | Tây Ban Nha | 2        | 0      | vs Pháp (26 tháng 3 năm 2013)                                       | Vắng mặt trong 2 trận vòng loại giải vô địch bóng đá thế giới 2014                                                                       |
| DF  | Niklas Moisander    | Phần Lan    | 2        | 0      | vs Belarus (7 tháng 6 năm 2013)                                     | Vắng mặt trong 2 trận vòng loại giải vô địch bóng đá thế giới 2014                                                                       |
| DF  | Markus Halsti       | Phần Lan    | 2        | 0      | vs Belarus (11 tháng 6 năm 2013)                                    | Vắng mặt trong 2 trận vòng loại giải vô địch bóng đá thế giới 2014                                                                       |
| MF  | Yohan Cabaye        | Pháp        | 2        | 0      | vs Gruzia (6 tháng 9 năm 2013)                                      | Vắng mặt trong 2 trận vòng loại giải vô địch bóng đá thế giới 2014                                                                       |
| MF  | Blaise Matuidi      | Pháp        | 2        | 0      | vs Gruzia (6 tháng 9 năm 2013)                                      | Vắng mặt trong 2 trận vòng loại giải vô địch bóng đá thế giới 2014                                                                       |
| MF  | Përparim Hetemaj    | Phần Lan    | 3        | 0      | vs Tây Ban Nha (6 tháng 9 năm 2013)                                 | Vắng mặt trong 2 trận vòng loại giải vô địch bóng đá thế giới 2014                                                                       |
| GK  | Giorgi Loria        | Gruzia      | 2        | 0      | vs Phần Lan (10 tháng 9 năm 2013)                                   | Vắng mặt trong 2 trận vòng loại giải vô địch bóng đá thế giới 2014                                                                       |
| MF  | David Targamadze    | Gruzia      | 2        | 0      | vs Tây Ban Nha (15 tháng 10 năm 2013)                               | Vắng mặt trong 2 trận vòng loại giải vô địch bóng đá thế giới 2014                                                                       |
| DF  | Gia Grigalava       | Gruzia      | 2        | 0      | vs Tây Ban Nha (15 tháng 10 năm 2013)                               | Vắng mặt trong 2 trận vòng loại giải vô địch bóng đá thế giới 2014                                                                       |
| MF  | Tim Sparv           | Phần Lan    | 2        | 0      | vs Pháp (15 tháng 10 năm 2013)                                      | Vắng mặt trong 2 trận vòng loại giải vô địch bóng đá thế giới 2014                                                                       |